# 2061
2061 (ММLXI) е обикновена година, започваща в събота според григорианския календар. Тя е 2061-вата година от новата ера, шестдесет и първата от третото хилядолетие и втората от 2060-те.